# Abavornis
Abavornis es el nombre dado a un género de avialano extinto que habitó en el Cretácico Tardío y que contiene la única especie A. bonaparti (nombrada en honor del paleontólogo argentino José Bonaparte). Probablemente era un miembro del clado Enantiornithes, pero como solo se conoce de un único coracoides roto (TsNIGRI 56/11915), que, sin embargo, parece típicamente enantiornitino, esa asignación es tentativa. El fósil es de la Formación Bissekty del Cretácico tardío (Turoniense, hace unos 92 millones de años) en Kyzylkum, Uzbekistán. Otro coracoides parcial (PO 4605) es muy similar y se conoce como Abavornis sp.; podría pertenecer a A. bonaparti y, de ser así, mostrar algunas características que están dañadas en el holotipo.